# جاي بلايني أندرسون
جاي بلايني أندرسون (بالإنجليزية: J. Blaine Anderson)‏ هو قاضي ومحامي أمريكي، ولد في 19 يناير 1922 في ترينتون في الولايات المتحدة، وتوفي في 16 أبريل 1988 في بويسي في الولايات المتحدة.